# La misión 4: The Take Over
Luny Tunes Presents La Mision 4: The Take Over es un álbum recopilatorio con varios artistas del género reguetón, presentados por Luny Tunes. Fue lanzado el 9 de noviembre de 2004, y contenía dos discos de 12 canciones. Aunque hubo álbumes anteriores de "La Misión", bajo el sello Fresh Productions, Luny Tunes compró el derecho a usar el nombre y continuó la serie con La Misión 4.
El álbum contó con un vídeo oficial que unía tres canciones del disco, siendo estas «El Booty» de Wisin & Yandel, «Solo mírame» de Tony Dize y «Tú quieres duro» de Héctor el Father.

## Lista de canciones

### Disco 1
1. "Intro" (Tempo, Wisin & Yandel, Getto y Gastam)
2. "El Booty" (Wisin & Yandel) (Produce Monserrate & DJ Urba)
3. "Todo Empezó" (Tony Dize)
4. "Tú Quieres Duro" (Hector "El Father")
5. "Pierde El Control" (Aniel) (Produce Nesty, Naldo, Luny Tunes, Nely)
6. "No Dejes Que Se Muera" (Zion & Lennox) (Produce Naldo)
7. "Siente el flow" (Baby Ranks) (Produce Luny Tunes)
8. "Fiera Callada"  (Varon) (Produce Luny Tunes, Mr. G)
9. "Wiki Wiki" (Yaviah, Wisin & Yandel)
10. "No Me Puedes Comprender" (Wibal & Alex) (Produce Nesty, Nely, Luny Tunes)
11. "¿Qué sabes tú?" (TNT)
12. "Amor Perdóname" (Karel)

### Disco 2
1. "¿Amigos para qué?" (TNT)
2. "Caliéntame" (Wisin & Yandel) (Produce Urba & Monserrate, DJ Blass)
3. "Sólo Mírame" (Tony Dize) (Produce Monserrate & DJ Urba)
4. "El Rolo" (Alexis & Fido) (Produce Luny Tunes)
5. "Misionando" (Voltio)
6. "Tú te entregas a mí" (Baby Rasta & Gringo) (Produce Luny Tunes, Nely)
7. "Deja que se suelte" (Joan & O'Neill)
8. "Métele" (Nicky Jam)
9. "Sal a la Disco" (Angel Doze) (Produce Nely, Luny Tunes, Naldo)
10. "Ven Esta Noche" (Kartier) (Produce N.O.T.T.Y, DJ Sonic)
11. "Ahora Es Que Es" (Jenay)
12. "Conmigo No" (Varon)

## Posicionamiento en listas
| Lista (2004)                            | Mejor posición |
| --------------------------------------- | -------------- |
| Estados Unidos (Billboard 200)          | 191            |
| Estados Unidos (Reggae Albums)          | 1              |
| Estados Unidos (Top Compilation Albums) | 6              |
| Estados Unidos (Top Latin Albums)       | 8              |
| Estados Unidos (Tropical Albums)        | 1              |